# Clathria bulboretorta
Clathria bulboretorta är en svampdjursart som först beskrevs av Carter 1880.  Clathria bulboretorta ingår i släktet Clathria och familjen Microcionidae. Inga underarter finns listade i Catalogue of Life.